# Eviota rubriguttata
Eviota rubriguttata, tên thông thường là redspotfin dwarfgoby, là một loài cá biển thuộc chi Eviota trong họ Cá bống trắng. Loài này được mô tả lần đầu tiên vào năm 2011.

## Từ nguyên
Trong tiếng Latinh, từ rubriguttata trong danh pháp của E. rubriguttata được ghép từ 2 âm tiết: ruber ("màu đỏ") và guttatus ("chấm, đốm") có nghĩa là "móc câu", ám chỉ các đốm đỏ trên vây lưng và vây hậu môn ở loài cá này.

## Phạm vi phân bố và môi trường sống
E. rubriguttata có phạm vi phân bố ở Tây Thái Bình Dương. Loài cá này đã được thu thập ở ngoài khơi đảo Amami Ōshima và Iriomote-jima (thuộc quần đảo Ryukyu, Nhật Bản).

## Mô tả
Chiều dài cơ thể được ghi nhận ở E. rubriguttata là khoảng 1,3 cm, thuộc về một con cá cái. Đây cũng là mẫu gốc duy nhất dùng để mô tả loài này.
Dựa vào mẫu gốc và ảnh chụp dưới nước, cơ thể của E. rubriguttata trong mờ với màu xanh lam. Dọc theo sống lưng, các vạch màu xám sẫm trải dài từ giữa gốc vây hậu môn đến gốc vây đuôi. Bụng màu cam với nhiều chấm đen. Nhiều đốm màu cam đến đỏ nâu trải khắp đầu, đến nắp mang. Các vây trong suốt; vây lưng và vây hậu môn có các hàng đốm màu đỏ cam.
Số gai ở vây lưng: 7; Số tia vây ở vây lưng: 8; Số gai ở vây hậu môn: 1; Số tia vây ở vây hậu môn: 7; Số tia vây ở vây ngực: 17; Số tia vây ở vây bụng: 5.